# Плосково (Вязниковский район)
Плосково — деревня в Вязниковском районе Владимирской области России, входит в состав муниципального образования посёлок Мстёра.

## География
Деревня расположена в 12 км на юг от центра поселения посёлка Мстёра и в 13 км на северо-запад от райцентра города Вязники.

## История
В XIX — первой четверти XX века деревня входила в состав Станковской волости Вязниковского уезда, с 1926 года — в составе Сарыевской волости. В 1859 году в деревне числилось 25 дворов, в 1905 году — 17 дворов, в 1926 году — 20 дворов.
С 1929 года деревня входила в состав Барско-Рыкинского сельсовета Вязниковского района, с 1940 года — в составе Станковского сельсовета, с 2005 года — в составе муниципального образования посёлок Мстёра.

## Население
| 1859 | 1905 | 1926 | 2002 | 2010 | 2021 |
| ---- | ---- | ---- | ---- | ---- | ---- |
| 167  | ↘124 | ↘100 | ↘2   | ↗4   | ↘1   |